# Stegna (powiat przasnyski)
Stegna – wieś w Polsce położona w województwie mazowieckim, w powiecie przasnyskim, w gminie Jednorożec. Ma status sołectwa.

## Wiadomości ogólne

### Nazwa
W gwarze kurpiowskiej słowo stegna oznacza wydeptane ścieżki lub wydeptane miejsca na łąkach i pastwiskach.

### Zmiany administracyjne
Omawiany teren po III rozbiorze trafił do Prus Nowowschodnich (departament płocki, powiat przasnyski). Po powstaniu Księstwa Warszawskiego Stegna była częścią departamentu płockiego i powiatu przasnyskiego. W Królestwie Polskim włączono ją do województwa płockiego, obwodu przasnyskiego i powiatu przasnyskiego. W 1837 województwa przemianowano na gubernie, w 1842 obwody na powiaty, a powiaty na okręgi sądowe. Od 1867 Stegna znalazła się w gminie Baranowo, powiecie przasnyskim i guberni płockiej. Od 1919 wieś należała do powiatu przasnyskiego w województwie warszawskim. W 1933 utworzono gromady. Wieś Stegna stanowiła gromadę w granicach gminy Jednorożec. Z dniem 1 listopada 1939 do III Rzeszy wcielono północną część województwa warszawskiego, w tym powiat przasnyski i wieś Stegnę jako część Rejencji Ciechanowskiej w prowincji Prusy Wschodnie. Gdy w 1944 przywrócono przedwojenną administrację, Stegna należała do powiatu przasnyskiego i województwa warszawskiego. W 1954 zlikwidowano gminy i zastąpiono je gromadami. Stegna należała do gromady Jednorożec. W 1973 przywrócono istnienie gminy Jednorożec, do której włączono Stegnę. W latach 1975–1998 miejscowość administracyjnie należała do województwa ostrołęckiego. Od 1999 Stegna znajduje się w gminie Jednorożec w powiecie przasnyskim i województwie mazowieckim.

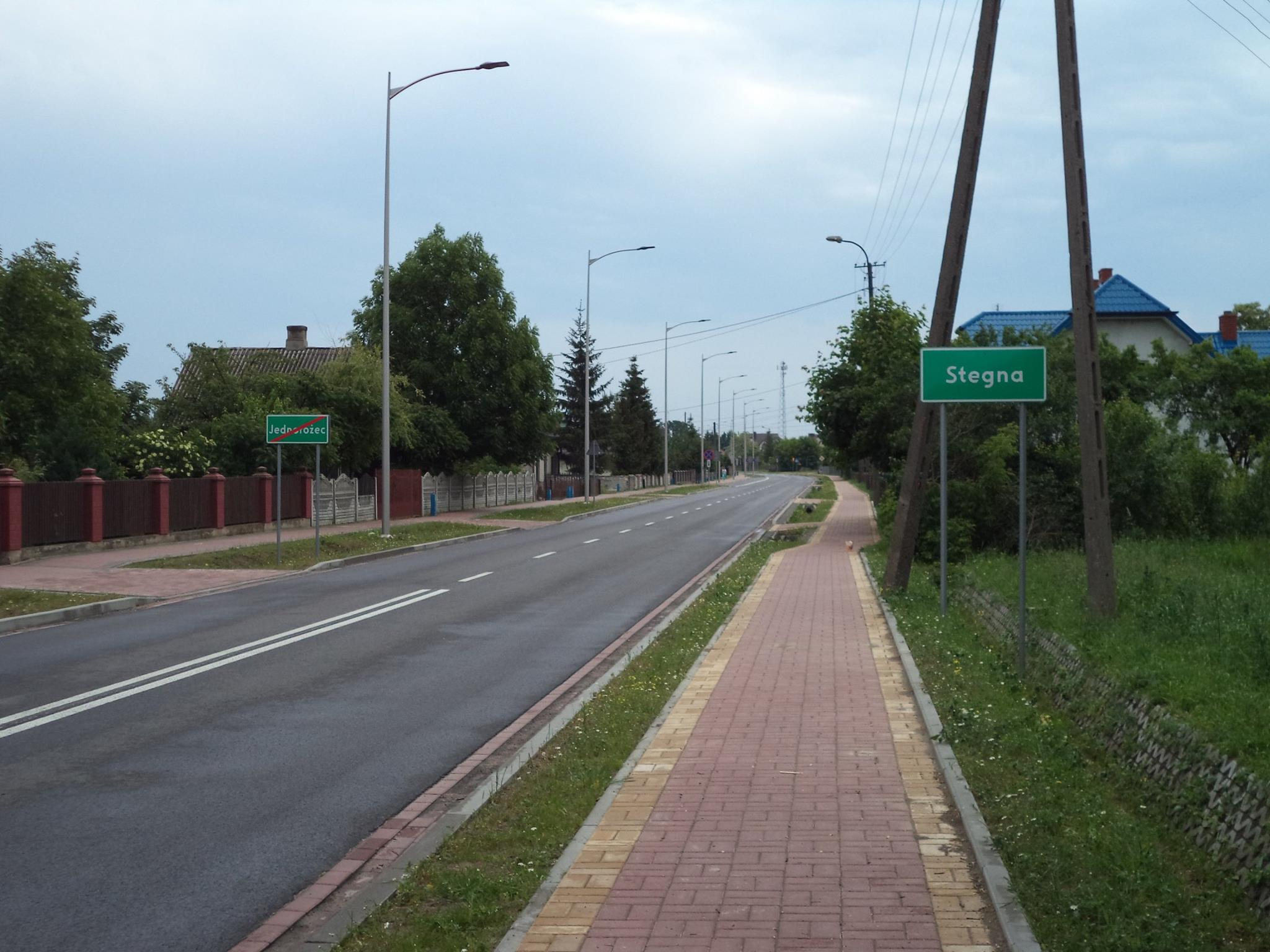
Granica wsi Jednorożec i Stegna na ul. Warszawskiej

### Granice
Wieś obejmuje następujące ulice: Warszawską (od wylotu ulicy Zielonej do końca wsi), Wolności, Zdrojową, Krótką, następnie Piastowską i Kazimierza Wielkiego (część tzw. osiedla piastowskiego) oraz Jaśminową, Konwaliową, Kwiatową, Lawendową, Magnoliową i Wrzosową (tzw. osiedle kwiatowe).

## Historia

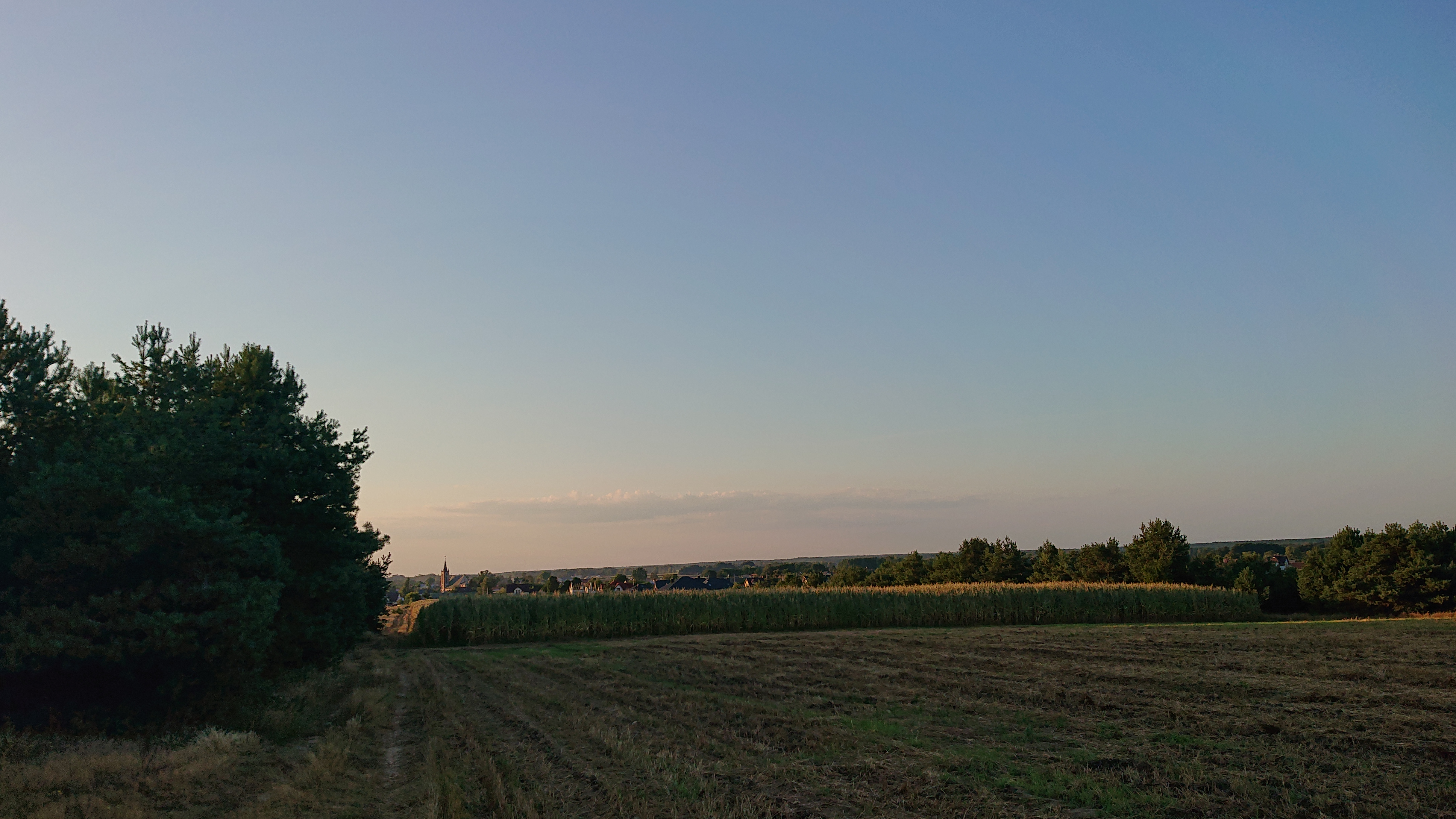
Widok na wsie Stegna i Jednorożec ze wzgórza za Stegną

Na terenie wsi odnaleziono ślad osadnictwa ze starożytności, wczesnego oraz późnego średniowiecza, a także nowożytności, jak również osadę z XV–XVI wieku.
Wieś Stegny Nowa Kolonia notowana jest przy okazji podymnego w 1775 jako własność Krasińskich. Istniały tu 2 dymy. W 1783–1784 w Stegnie notowano karczmę. Lustracja z 1789 informuje, że wieś Jednorożec sąsiadowała z dobrami ziemiańskiemi Drzążdżewą czyli Stegnami. Wieś była częścią dóbr drążdżewskich (krasnosielckich).
W opisie statystycznym powiatu przasnyskiego z 1815 czytamy, że we wsi mieszkały 44 osoby. W 1817 mieszkało tu 61 osób. W 1827 wieś liczyła 81 mieszkańców, a około 1848 – 79 mieszkańców.

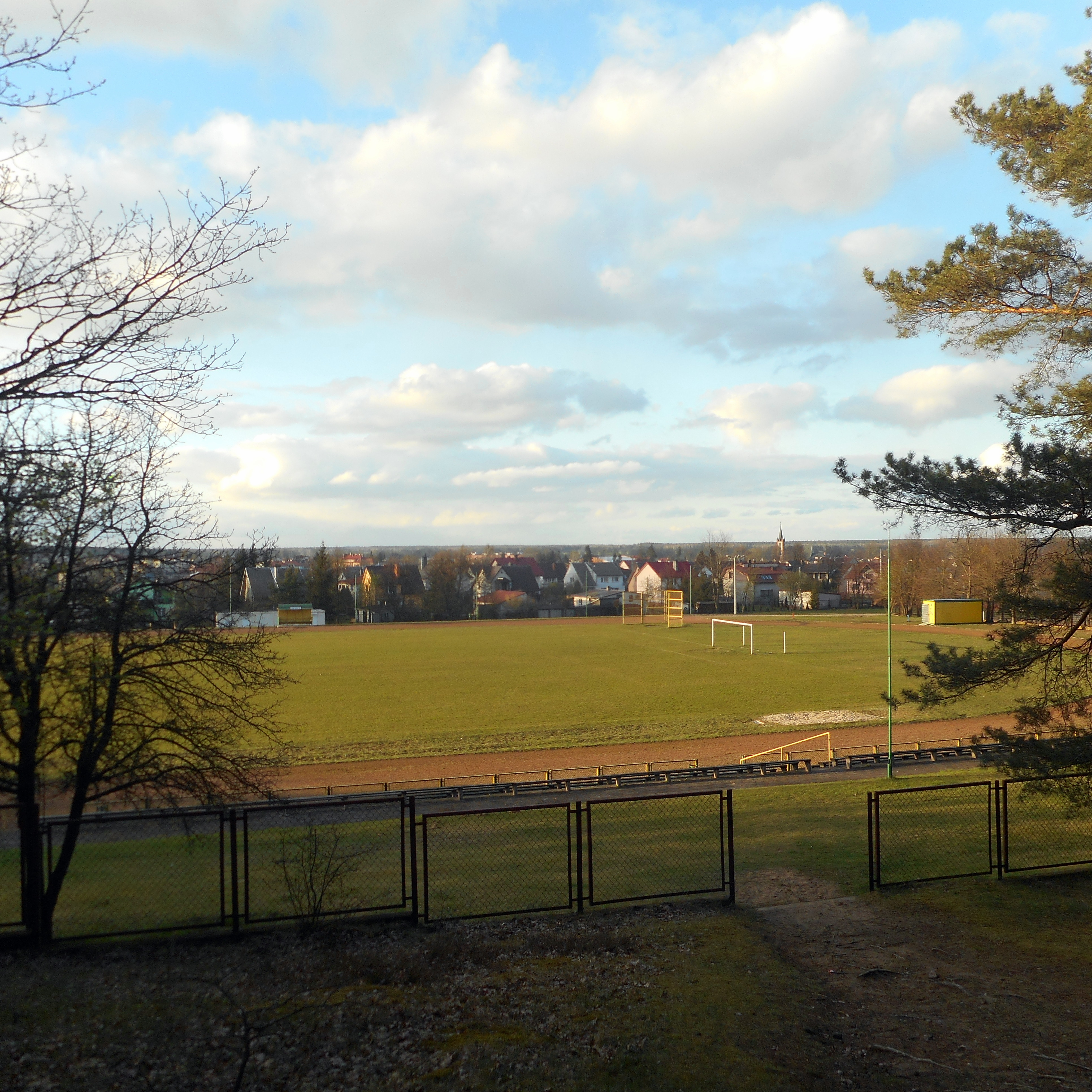
Widok z Łysej Górki na stadion sportowy, wieś Jednorożec i Stegnę (stan w 2017)

Kiedy w 1862 w Jednorożcu wybudowano kaplicę, mieszkańcy Stegny uczęszczali do niej, ponieważ mieli dużo bliżej niż do kościoła parafialnego w Krasnosielcu. W 1889 wraz z mieszkańcami Jednorożca, Budzisk, Stegny i Ulatowa-Pogorzeli stegniarze doprowadzili do stworzenia filii parafii Chorzele z siedzibą w Jednorożcu. Wieś Stegna wyłączono z parafii Krasnosielc. Gdy w 1916 powstała parafia Jednorożec, Stegna weszła w jej skład. Wpływ Kościoła, ale też wspólne instytucje (szkoła, straż pożarna) i organizacje (koło gospodyń wiejskich, organizacje parafialne) doprowadziły do zażegnania antagonizmów między mieszkańcami Stegny, dawnej wsi pańszczyźnianej, a Kurpiami z Jednorożca.
Na mocy ukazu uwłaszczeniowego w Stegnie wytyczono 18 gospodarstw na 260 morgach ziemi. W 1864 notowano smolarnię należąca do Żyda Ożarowa. W Słowniku geograficznym Królestwa Polskiego i innych krajów słowiańskich wydanym w 1890 czytamy, że w Stegnie istniało 18 domów, w których mieszkało 153 osób. W 1889 w Stegnie mieszkało 13 Żydów. We wsi działała smolarnia. W 1908 w Stegnie mieszkało ponad 400 osób. W latach 1895–1907 we wsi mieszkał Dominik Staszewski, który był sędzią sądu pokoju w Jednorożcu. Gospodarzył na dwunastomorgowym gospodarstwie. Prowadził je na własny użytek i w celu edukowania chłopów o nowych metodach upraw. Żyd Maurycy Rychert (Rajchert) miał w Stegnie tartak. W 1922 jego właścicielem był Lejba Rajchert. We wsi przez jakiś czas był też wiatrak.
Ze Stegny pochodził i tu mieszkał Jan Wróblewski, elektor z powiatu przasnyskiego, wybrany od zjazdu pełnomocników zgromadzeń gmin. W 1906 wspólnie z innymi elektorami z guberni płockiej dokonywał wyrobu posła do Dumy Państwowej.
W 1915 wieś spłonęła: według wspomnień niemal doszczętnie, według statystyk w 100%. Część mieszkańców udała się w bieżeństwo.
Według spisu powszechnego z 1921 we wsi istniało 28 domów. Mieszkało w nich 156 osób, w tym 3 Żydów.
Na dzień 1 września 1939 we wsi mieszkały 253 osoby. W dniu 1 stycznia 1945 liczebność mieszkańców określono na 323 osoby.
W czasie II wojny światowej we wsi zorganizowano pluton I Związku Walki Zbrojnej. W 1943 w ramach Ośrodka II „Liwiec” w Jednorożcu z siedzibą w Małowidzu powstał Pluton I Stegna. Dowódcą jednostki Armii Krajowej był Władysław Łukasiak ps. Guzik.
W latach 1945–1947 wójtem gminy Jednorożec został Marian Marchlik ze Stegny. Jego następcą do 1949 został Jan Nizielski ze Stegny.
W 1947 wieś zajmowała powierzchnię 175,25 ha i liczyła 287 osób. W 1970 w Stegnie mieszkało 386 osób. W 2002 we wsi notowano 102 gospodarstwa domowe.

## Współcześnie

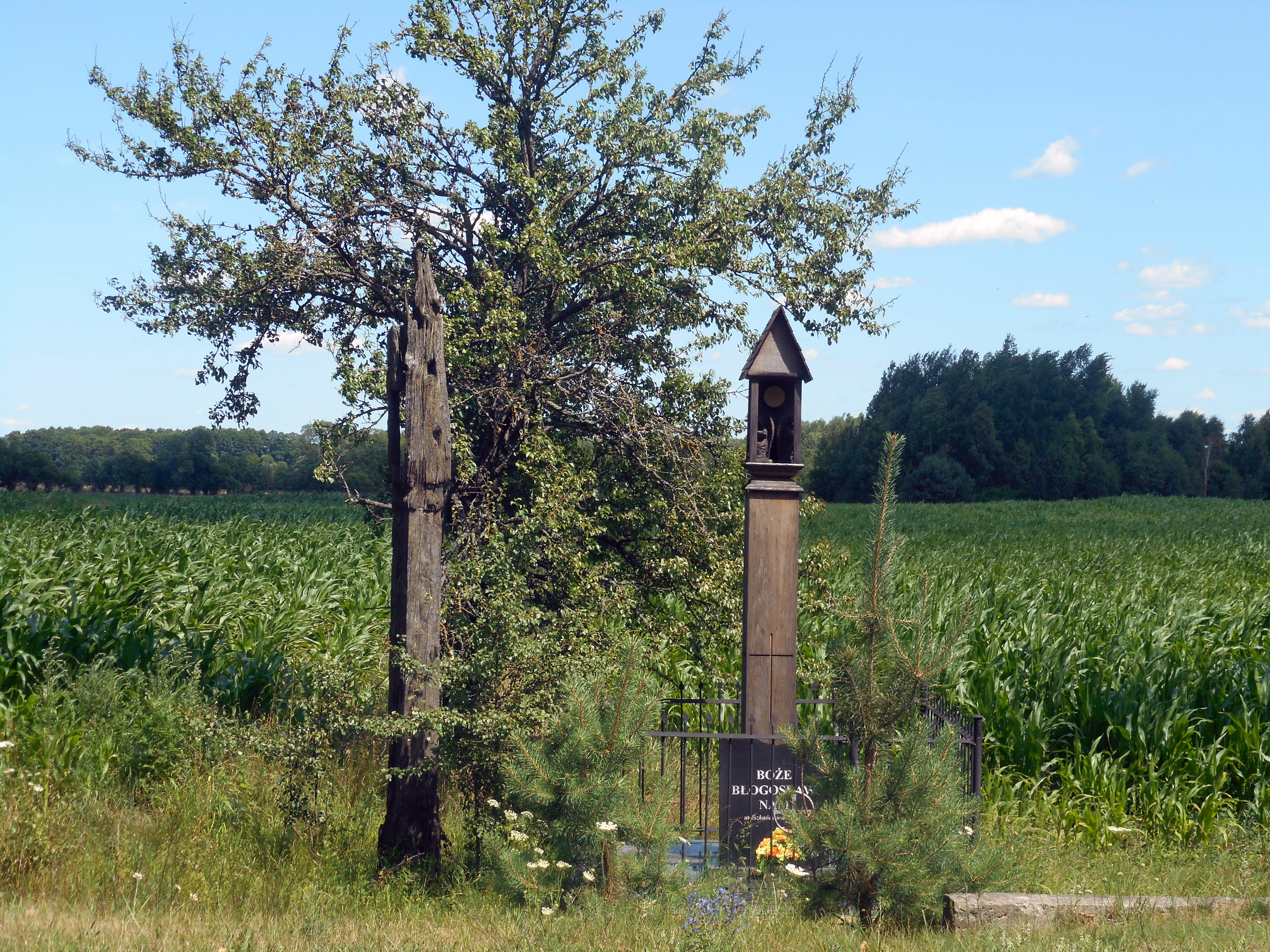
Kapliczki w Stegnie (po lewej z XVIII wieku?, po prawej z 2011)

Wieś Stegna sąsiaduje z Jednorożcem. Przylega do niego od południa. Rozwój miejscowości Jednorożec, Stegna i Ulatowo-Pogorzel doprowadził do ich złączenia. W rezultacie dla wszystkich trzech łącznie tworzy się miejscowe plany zagospodarowania przestrzennego.
Na dzień 25 listopada 2011 we wsi notowano 530 osób: 274 kobiety i 256 mężczyzn. Na dzień 31 grudnia 2014 Stegnę zamieszkiwało 138 osób w wieku przedprodukcyjnym, 369 w wieku produkcyjnym i 78 w wieku poprodukcyjnym, łącznie 639 osób. Cztery lata później we wsi notowano 595 osób, a w 2019 – 624 osoby. Sołtyską sołectwa Stegna jest Barbara Panuś.
Wierni kościoła rzymskokatolickiego należą do parafii św. Floriana w Jednorożcu.
We wsi znajduje się kilka przydrożnych krzyży i kapliczek. Najcenniejsza jest drewniana kapliczka słupowa, która może pochodzić nawet z przełomu XVII i XVIII wieku.
W Stegnie działa prywatne przedszkole „Kraina Smerfów”, zajazd z salą bankietową i miejscami noclegowymi, tartak, stacja kontroli pojazdów i stacja paliw.
Mieszkańcy należą do organizacji pozarządowych (Koło Gospodyń Wiejskich, Stowarzyszenie Koła Gospodyń Wiejskich, Stowarzyszenie „Przyjaciele Ziemi Jednorożeckiej”, Polski Związek Emerytów, Rencistów i Inwalidów w Jednorożcu) i klubów sportowych (Jednorożecki Klub Badmintona „BadKurp”, Stowarzyszenie „Jednorożec Robi Co Może”, Ludowy Klub Sportowy „Mazowsze Jednorożec”). W Jednorożcu działa Wielopoziomowa Drużyna Harcerska „Liwiec” i Klub Seniora „Złocień”. W obie inicjatywy włączają się osoby ze Stegny.
Wieś historycznie nie należy do terenu Kurpi Zielonych, ale z czasem, gdy ludność się wymieszała, także w Stegnie zamieszkali Kurpie. We wsi kultywuje się tradycje kurpiowskie. Badacze i badaczki uznają wieś za kurpiowską.
W 2017 przy dzwonnicy w Jednorożcu zainstalowano plenerową wystawę zdjęć historycznych „Jednorożec i Stegna w fotografii”. Jest to inicjatywa Stowarzyszenia „Przyjaciele Ziemi Jednorożeckiej”. Wystawa jest dostępna na stronie Jednorożeckiego Archiwum Społecznego.

## Galeria

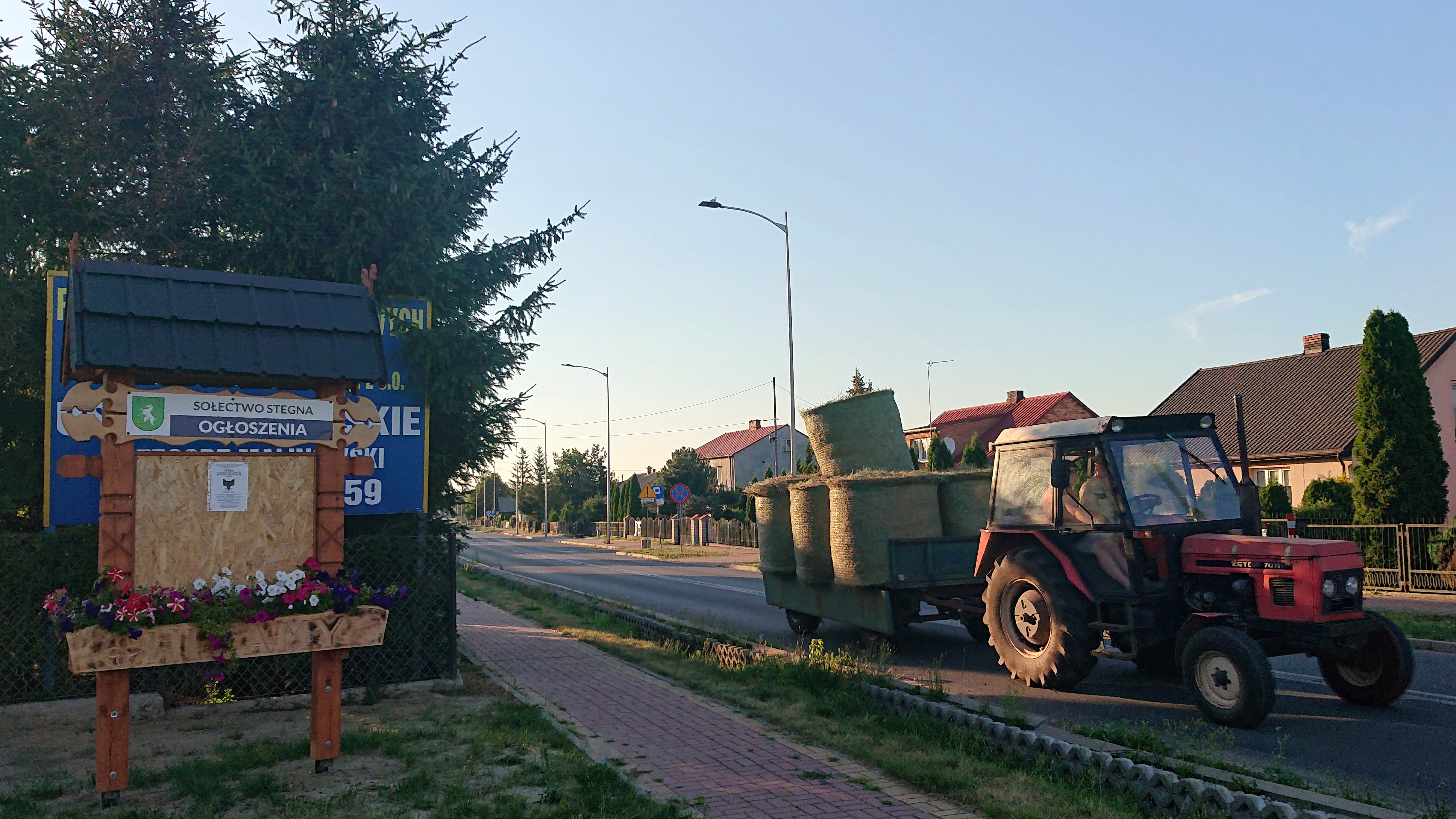
Witacz i widok na ul. Warszawską
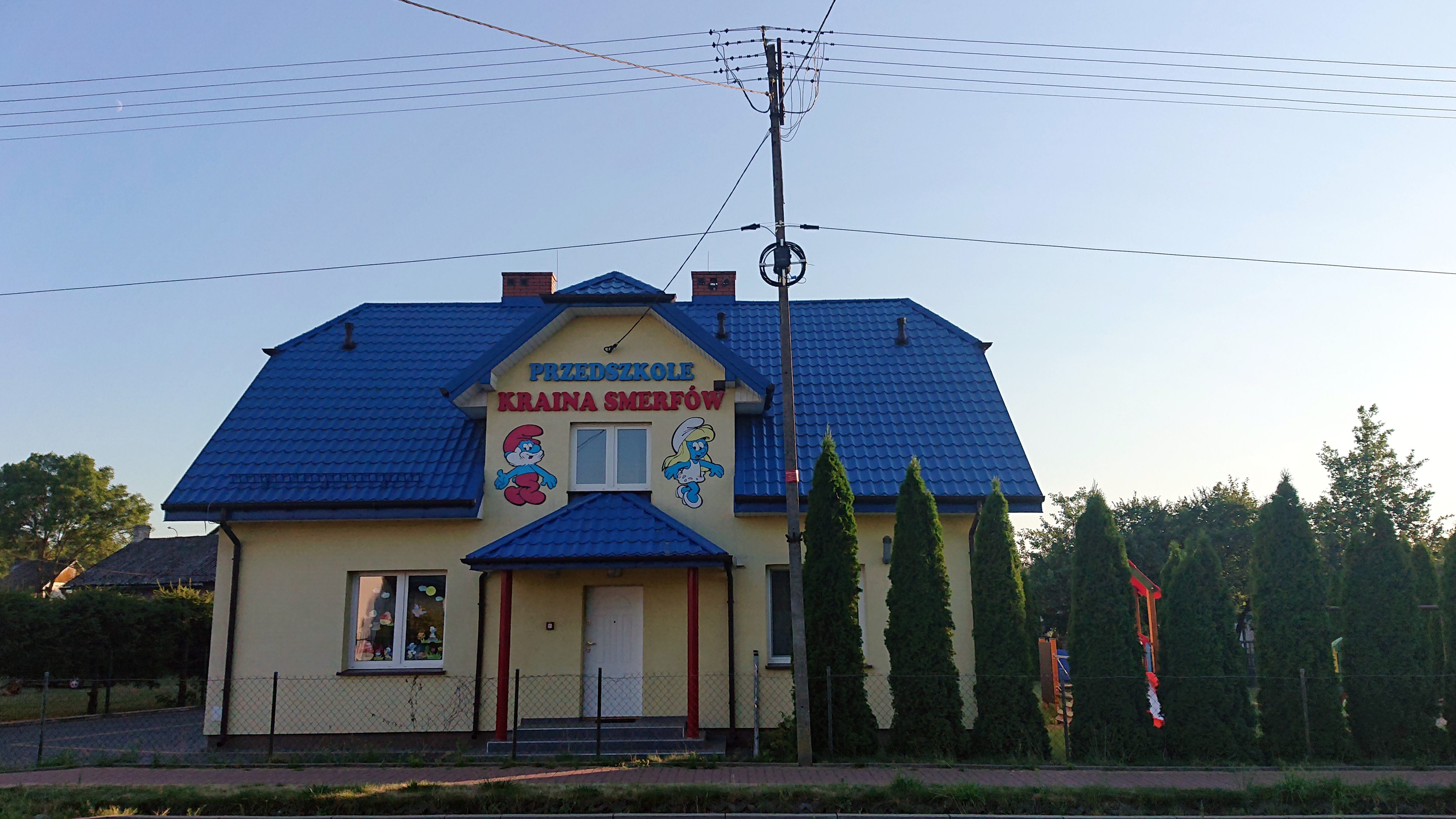
Prywatne przedszkole
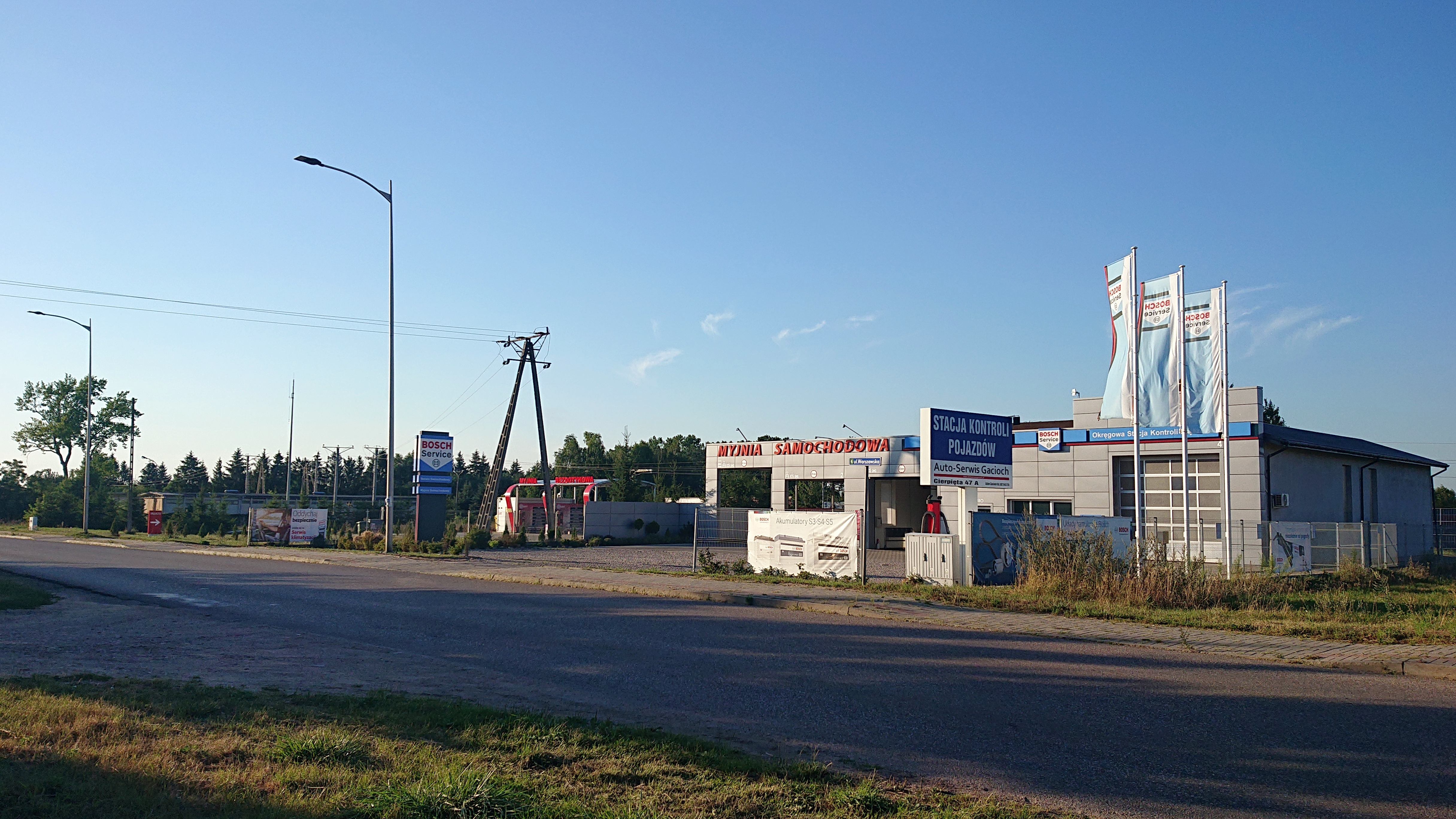
Stacja kontroli pojazdów i myjnia
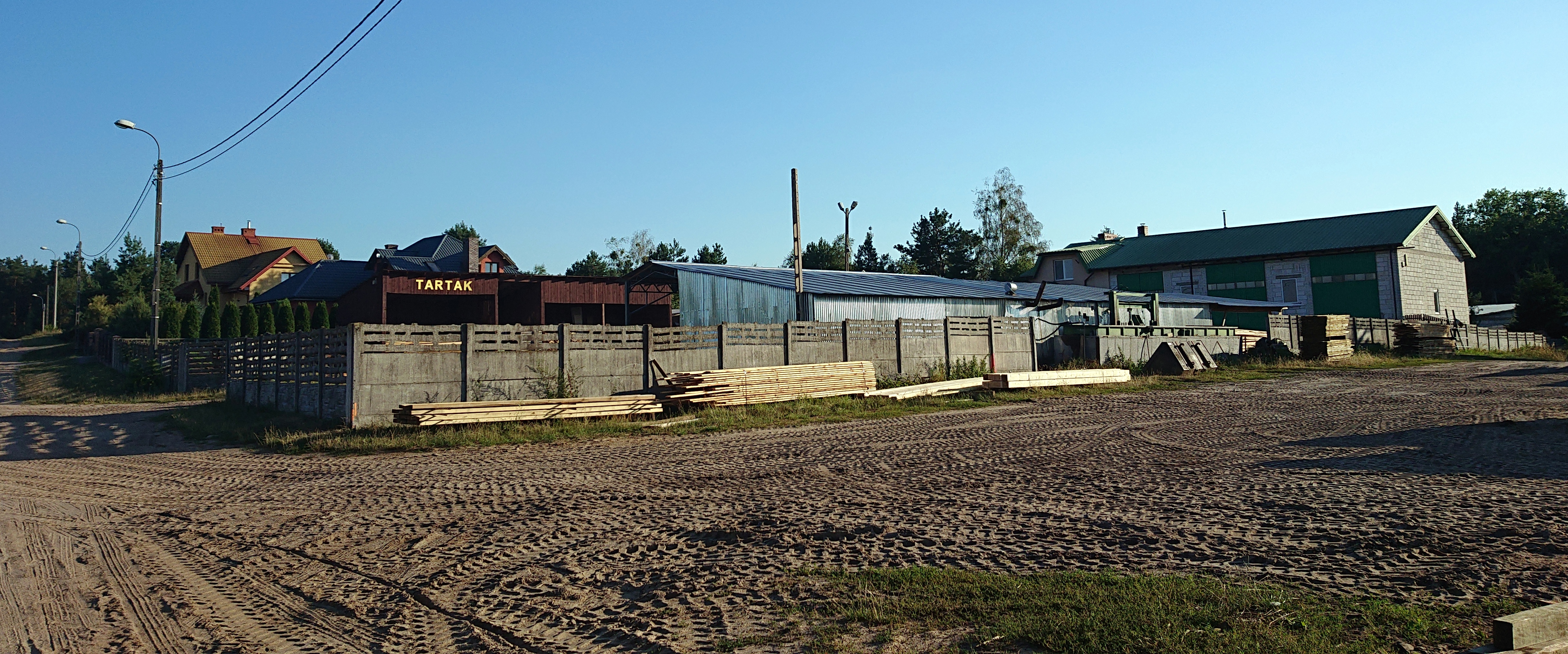
Tartak
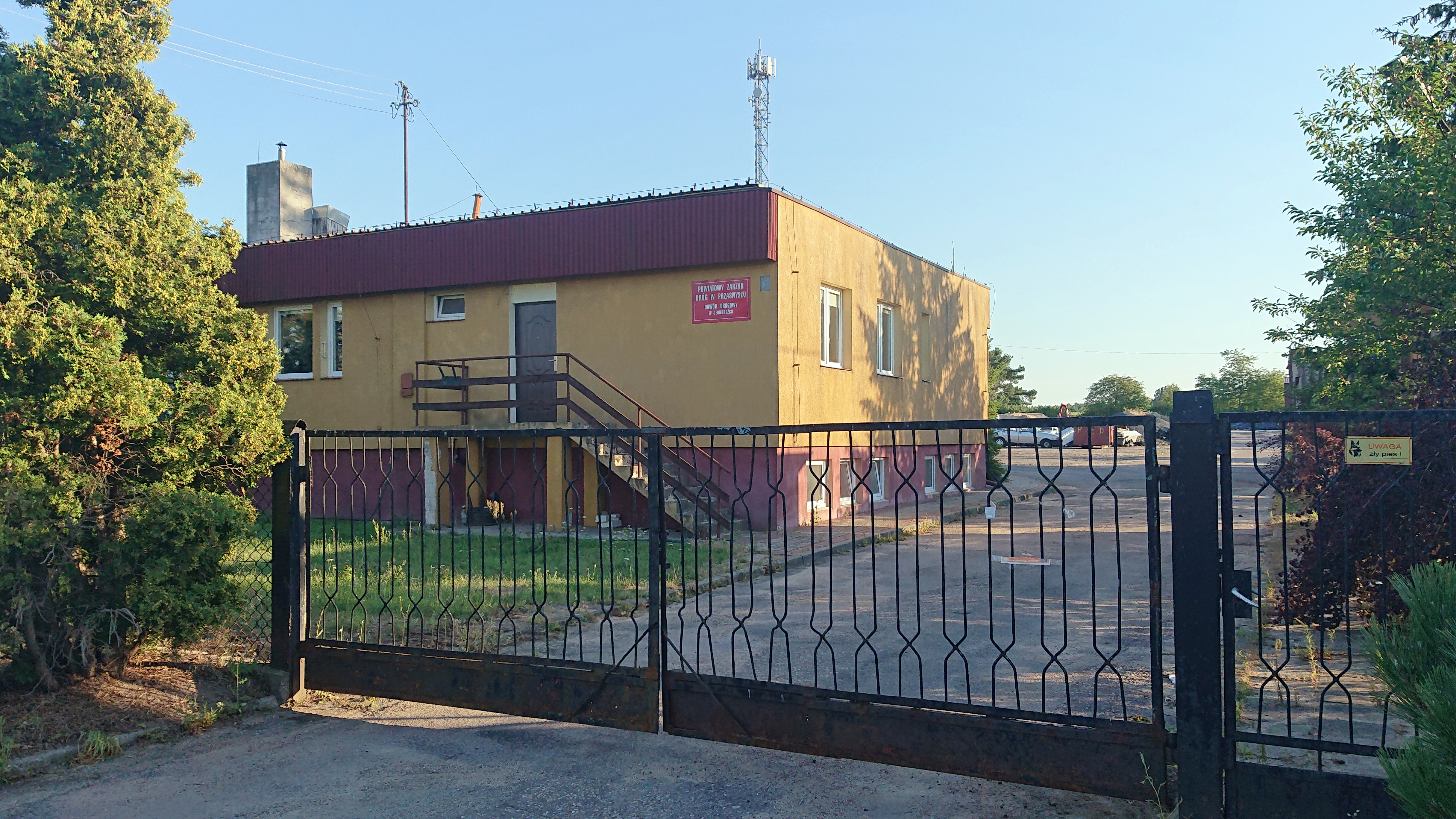
Siedziba obwodu drogowego
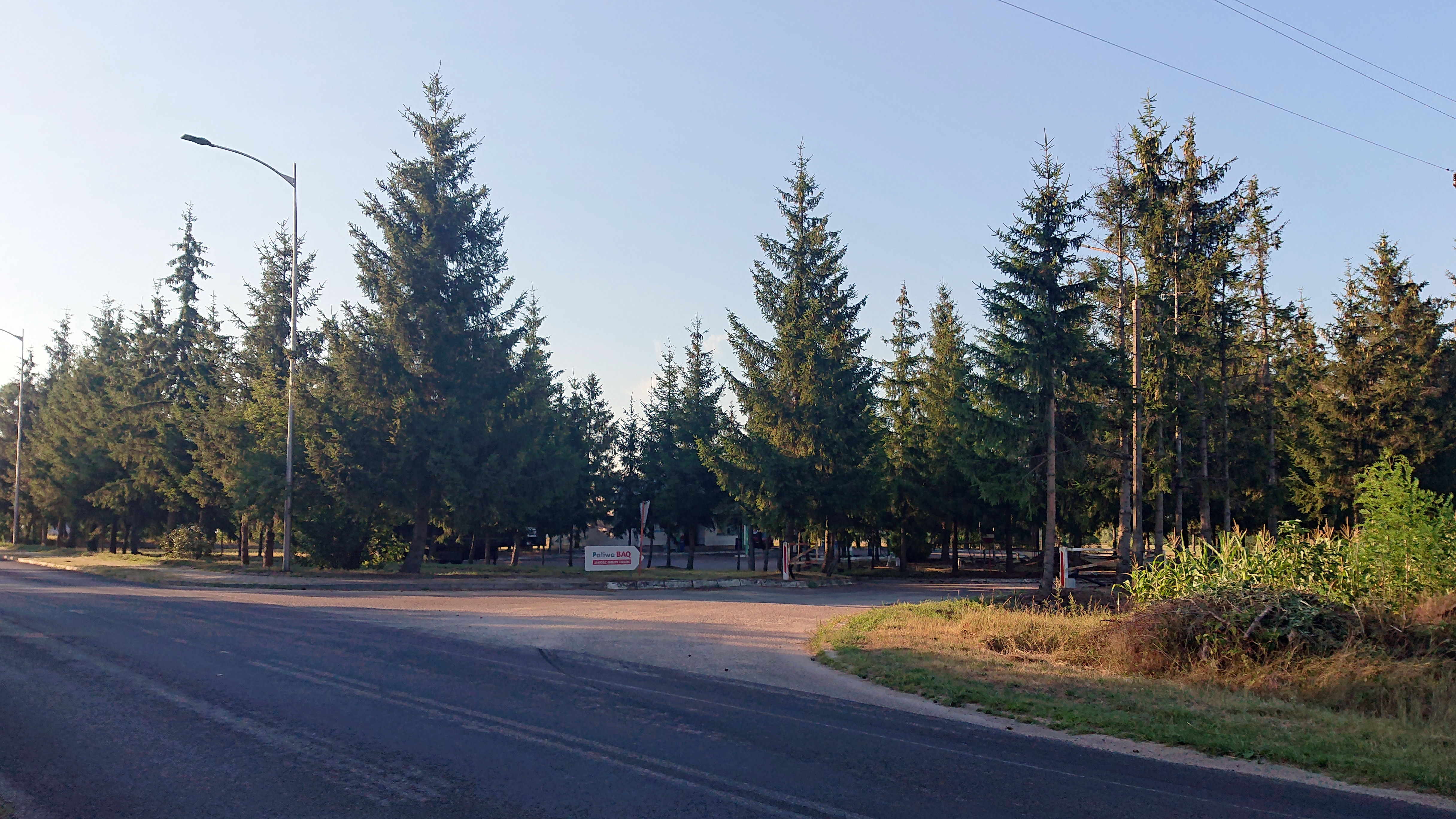
Stacja paliw